# Mare de Déu d'Esplà
El santuari de la Mare de Déu d'Esplà és una capella-santuari de l'antic municipi de Baén i de l'actual de Baix Pallars, a la comarca del Pallars Sobirà.
Està situada al Cap de Roques de Solduga, al nord-est i damunt de Solduga i al nord-oest del Refugi d'Esplà.
És un temple petit, d'una sola nau, amb absis quadrat sense destacar del conjunt.